# Asytegumen absurdus
Asytegumen absurdus là một loài bướm đêm thuộc họ Erebidae. Nó được tìm thấy ở Borneo.
Sải cánh dài 9–10 mm. 